# Norman Petty
Norman Petty (født 25. maj 1927, død 15. august 1984) var en amerikansk musiker og musikproducer, der er bedst kendt for sit samarbejde med Buddy Holly og The Crickets, der indspillede i hans pladestudie i byen Clovis i New Mexico.
Petty døde i august 1984 af leukæmi.

## Opvækst
Petty blev født i den lille by Clovis i New Mexico, nær grænsen til Texas og begyndte af spille piano i en tidlig alder. Efter at være gået ud af high school i 1945 aftjente han værnepligt i US Air Force og efter hjemsendelsen giftede han sig i 1948 med sin high school-kæreste Violet Ann Brady. Parret boede kortvarig i Dallas i Texas, hvor Petty arbejdede som tekniker i et pladestudie, men flyttede herefter tilbage til Clovis.

## Musikkarriere
Sammen med sin hustru Vi etablerede Norman Petty The Norman Petty Trio med guitaristen Jack Vaughn. Trioen udgav i 1954 en lokal udgave af jazz-sagen "Mood Indigo", skrevet af  Duke Ellington/Barney Bigard og Irving Mills, hvilket skaffede trioen en pladekontrakt med RCA, der solgte en halv million eksemplarer af sagen. Trioen blev i 1954 kåret som den mest lovende instrumentalgruppe i 1954 af Cashbox magazine. Trioen udgav flere plader og deres sang "Almost Paradise" nåede nr. 18 på de amerikanske hitlister og Norman Petty modtog for sangen sin første Broadcast Music Incorporated (BMI) Writers Award. 

## Studieejer, sangskriver og manager
Sideløbende med succesen med trioen og Pettys kompositioner begyndte Petty i 1954 at bygge sit eget pladestudie i Clovis. Studiet var af høj teknisk kvalitet og var færdigudbygget i midten af 1957. Flere musikere fra Texas indspillede i slutningen af 1950'erne i Pettys studie, herunder Roy Orbison, Buddy Knox, Waylon Jennings, Charlie "Sugartime" Phillips, Sonny West og Carolyn Hester og Terry Noland. Langt de fleste af Buddy Hollys indspilninger skete i Pettys studie. I begyndelsen af 1960'erne indspillede i studiet Jimmy Gilmer and the Fireballs de to hits "Sugar Shack" og "Bottle of Wine" ligesom The String-A-Longs hit "Wheels" blev indspillet der. Mange instrumentalgrupper, herunder surf-grupper, indspillede ligeledes i studiet i Clovis i 1960'erne.
Petty etablerede endvidere et pladeselskab, Nor-Va-Jak (navnet inspireret af de tre navne på medlemmerne af The Norman Petty Trio), der varetog forlagsrettighederne til Pettys musik.
Petty fungerede også som Buddy Hollys producer og var Buddy Hollys manager indtil slutningen af 1958. Han skrev tillige flere af Buddy Hollys sange, enten alene eller sammen med andre, herunder Buddy Holly, bl.a. "Peggy Sue", "That'll Be The Day", "Rave On" og "Not Fade Away".  
Norman Pettys originale pladestudie på 7th street i Clovis er i dag åbent for besøgende.

## Radiostationejer
Norman Petty etablerede i 1963 en FM-radiostation, KTQM, der oprindeligt spillede easy listening, senere country and western og fra 1968 Top 40 rock. I 1971 etablerede Petty en AM-radiostation, KWKA 680, der sendte country-and-western. Petty drev begge stationer indtil 1979.

## References
1. ↑  "Show 12, Big Rock Candy Mountain: Rock 'n' Roll in the Late Fifties. [Part 2] : UNT Digital Library". Digital.library.unt.edu. 1969-04-27. Hentet 2010-09-02.